# AGM-88 HARM
El AGM-88 HARM (siglas de High-speed Anti-Radiation Missile) es un misil táctico aire-superficie diseñado contra transmisiones electrónicas asociadas con sistemas de radar de misiles superficie-aire. El misil fue originalmente desarrollado por Texas Instruments (TI) como sustituto de los sistemas AGM-45 Shrike y AGM-78 Standard ARM. La producción fue posteriormente tomada por Raytheon Corporation (RAYCO) cuando la compañía de defensa TI fue adquirida por RAYCO.

## Descripción
El AGM-88 puede detectar, atacar y destruir una antena de radar o transmisor con una mínima entrada de tripulación. El sistema de guía proporcional que se enfoca en las emisiones del radar enemigo tiene una antena fija y una cabeza de buscador en la nariz del misil. Un motor de cohete propulsor sólido y sin humo impulsa el misil a velocidades superiores a Mach 2.0. El misil HARM era un programa liderado por la Marina de los Estados Unidos, y fue llevado primero por los aviones A-6E, A-7 y F/A-18A/B, y luego equipó el avión EA-6B. Se inició un programa de investigación, desarrollo, pruebas e ingeniería (RDT & E) para su uso en el avión F-14, pero no se completó. La Fuerza Aérea de EE. UU. (USAF) colocó el HARM en el avión F-4G Wild Weasel, y más tarde en los F-16 especializados equipados con el Sistema de selección de objetivos HARM (HTS). El pod HTS, utilizado solo por la USAF, permite al F-16 detectar y apuntar automáticamente a los radares con HARM en lugar de depender solo de los sensores del misil.

## Versiones de los HARM

### AGM-88E AARGM

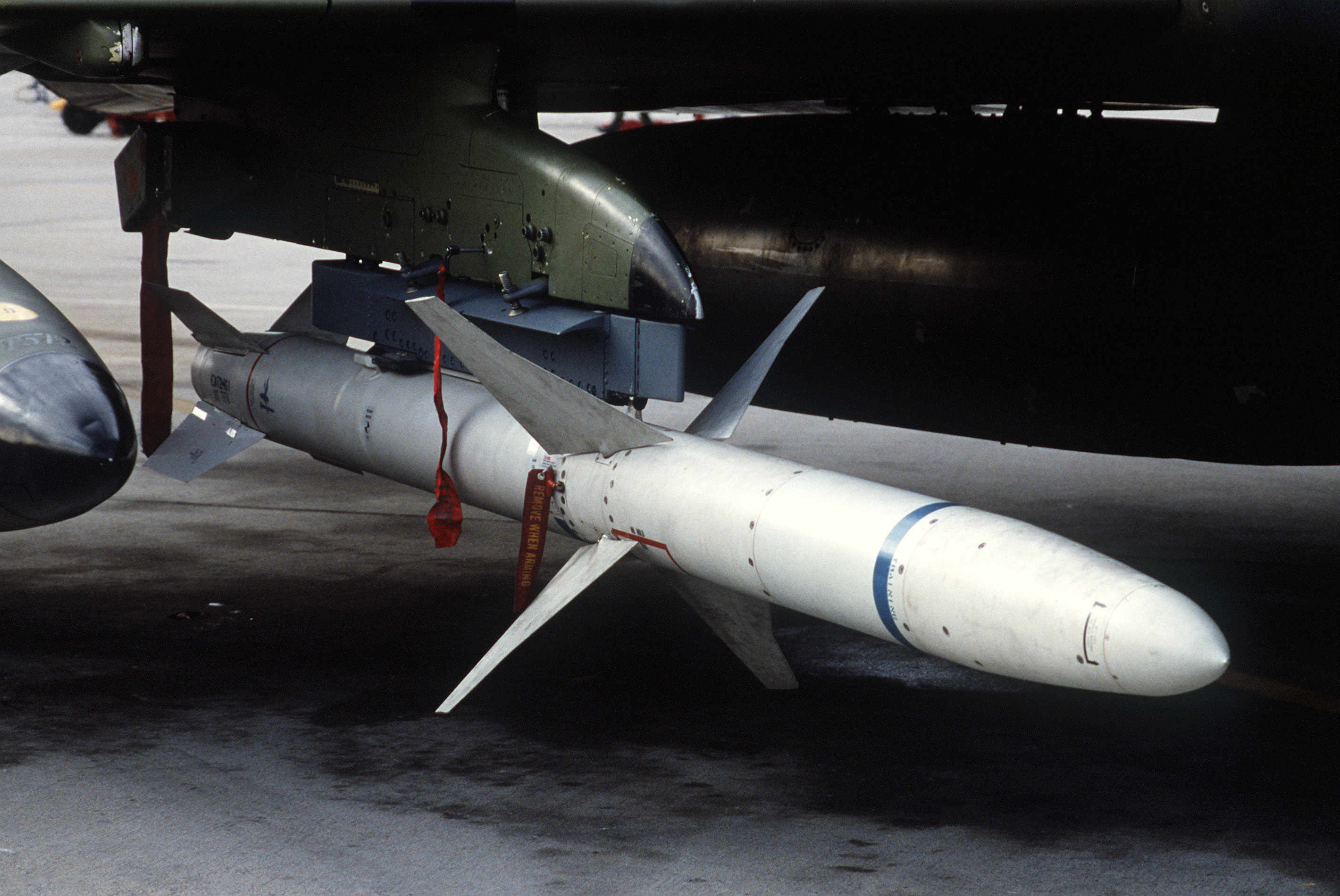
Un AGM-88 cargado en un F-4 Phantom, año 1988

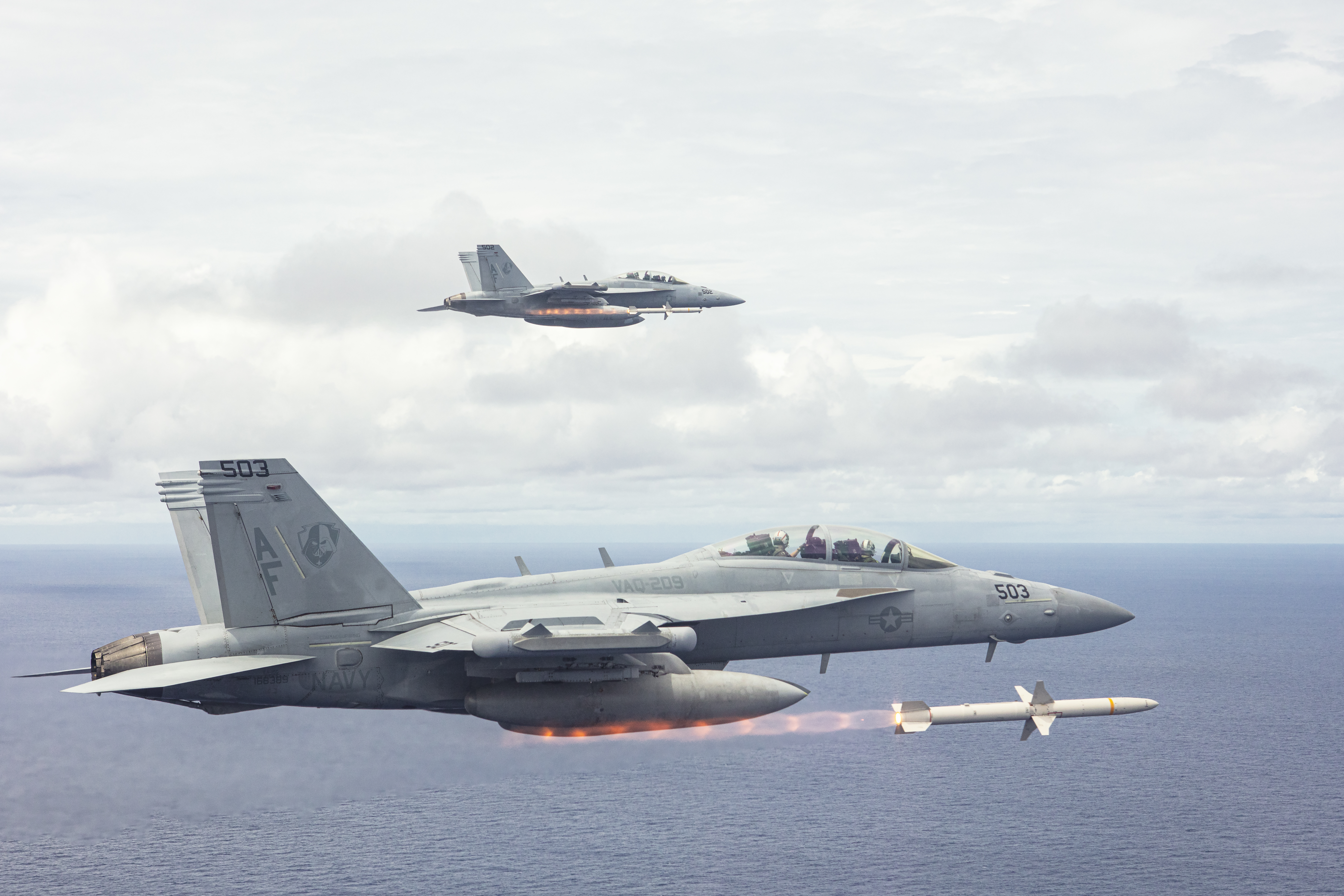
Dos EA-18G Growler disparando un misil AGM-88 cada uno durante unas maniobras militares en el año 2022.

La actualización más reciente, el misil guiado antirradiación avanzada (AARGM) AGM-88E, presenta el último software, capacidades mejoradas para contrarrestar el apagado del radar enemigo y el radar pasivo que usa un buscador activo de ondas milimétricas adicional. Fue lanzado en noviembre de 2010 y es una empresa conjunta entre el Departamento de Defensa de los Estados Unidos y el Ministerio de Defensa italiano, producido por Orbital ATK.
En noviembre de 2005, el Ministerio de Defensa italiano y el Departamento de Defensa de los Estados Unidos firmaron un Memorando de Acuerdo sobre el desarrollo conjunto del misil AGM-88E AARGM. Italia estaba proporcionando $ 20 millones en fondos para el desarrollo, así como varios millones de dólares en materiales, equipos y servicios relacionados. Se esperaba que la Fuerza Aérea Italiana comprara hasta 250 misiles para su aeronave Tornado ECR. Se estableció un programa de prueba de vuelo para integrar el AARGM en el sistema de armas de Tornado ECR.
La Marina de los Estados Unidos demostró la capacidad de AARGM durante la Prueba y evaluación operativas iniciales (IOT & E) en la primavera de 2012 con el lanzamiento en vivo de 12 misiles. La capacitación de tripulación y mantenimiento con misiles en vivo se completó en junio.
La Armada autorizó la Producción a plena velocidad (FRP) del AARGM en agosto de 2012, con 72 misiles para la Armada y nueve para la Fuerza Aérea Italiana que se entregarán en 2013. Un escuadrón de F/A-18 Hornet del Cuerpo de Marines de los EE. UU. será el Primera unidad desplegada hacia adelante con el AGM-88E.
En septiembre de 2013, ATK entregó el 100 ° AARGM a la Marina de los Estados Unidos. El programa AGM-88E está programado y dentro del presupuesto, con capacidad operativa plena (FOC) prevista para septiembre de 2014. El AGM-88E se diseñó para mejorar la efectividad de las variantes de HARM heredadas contra los sitios de comunicaciones y radares fijos y reubicables, particularmente aquellos que se apagaría para lanzar misiles antirradiación, agregando un nuevo buscador al motor de cohete y sección de ojiva con capacidad Mach 2 existente, agregando un receptor pasivo antirradiación, un sistema de navegación por satélite e inercial, un radar de onda milimétrica para guía de terminales, y la capacidad de transmitir imágenes del objetivo a través de un enlace satelital solo unos segundos antes del impacto.
Este modelo de HARM se integrará en los aviones F/A-18C/D Hornet, F/A-18E/F Super Hornet, EA-18G Growler y Tornado ECR, y más adelante en el F-35.
En septiembre de 2015, el AGM-88E golpeó con éxito a un objetivo de un barco móvil en una prueba de fuego real, demostrando la capacidad del misil para usar el rumbo antirradiación y el radar de onda milimétrica para detectar, identificar, localizar y activar objetivos en movimiento.

### AARGM-ER
El presupuesto de la Marina para el año fiscal 2016 incluyó fondos para un AARGM-ER de rango extendido que utiliza el sistema de guía y la ojiva existentes del AGM-88E con un cohete-cohete integrado sólido para doblar el rango. La financiación para el desarrollo durará hasta 2020. En septiembre de 2016, Orbital ATK presentó su AARGM-ER de rango extendido, que incorpora una sección de control rediseñada y un motor de cohete de 11.5 pulg. (290 mm) para el doble del alcance y el carro interno del Lockheed Martin. F-35 Lightning II. La Marina de los EE. UU. Otorgó a Orbital ATK un contrato para el desarrollo de AARGM-ER en enero de 2018.
El AARGM-ER serviría como base para el Stand In Attack Weapon (SiAW) de ataque terrestre.

### AGM-88F HCSM
Aunque EE. UU. Eligió el AGM-88E producido por Orbital ATK, Raytheon creó su propia versión del AARGM llamada Modificación de la Sección de Control del HARM AGM-88F (HCSM), una que incorpora características de actualización similares, que podrían permitirle a la compañía ofrecer sus misiles, para exportación.

## Uso en combate

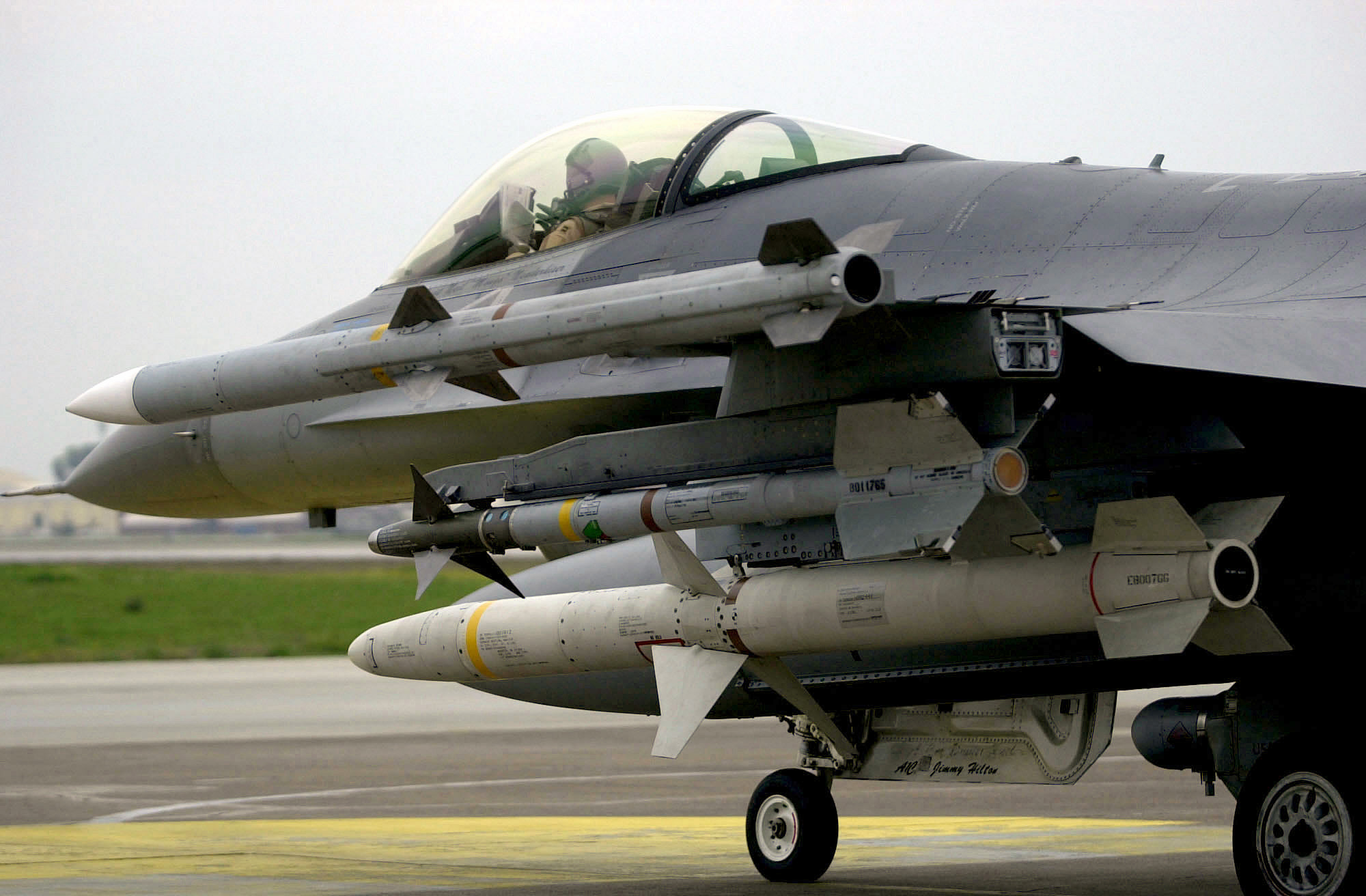
F-16 portando un AIM-120 AMRAAM (arriba), AIM-9 Sidewinder (en el medio) y un AGM-88 HARM

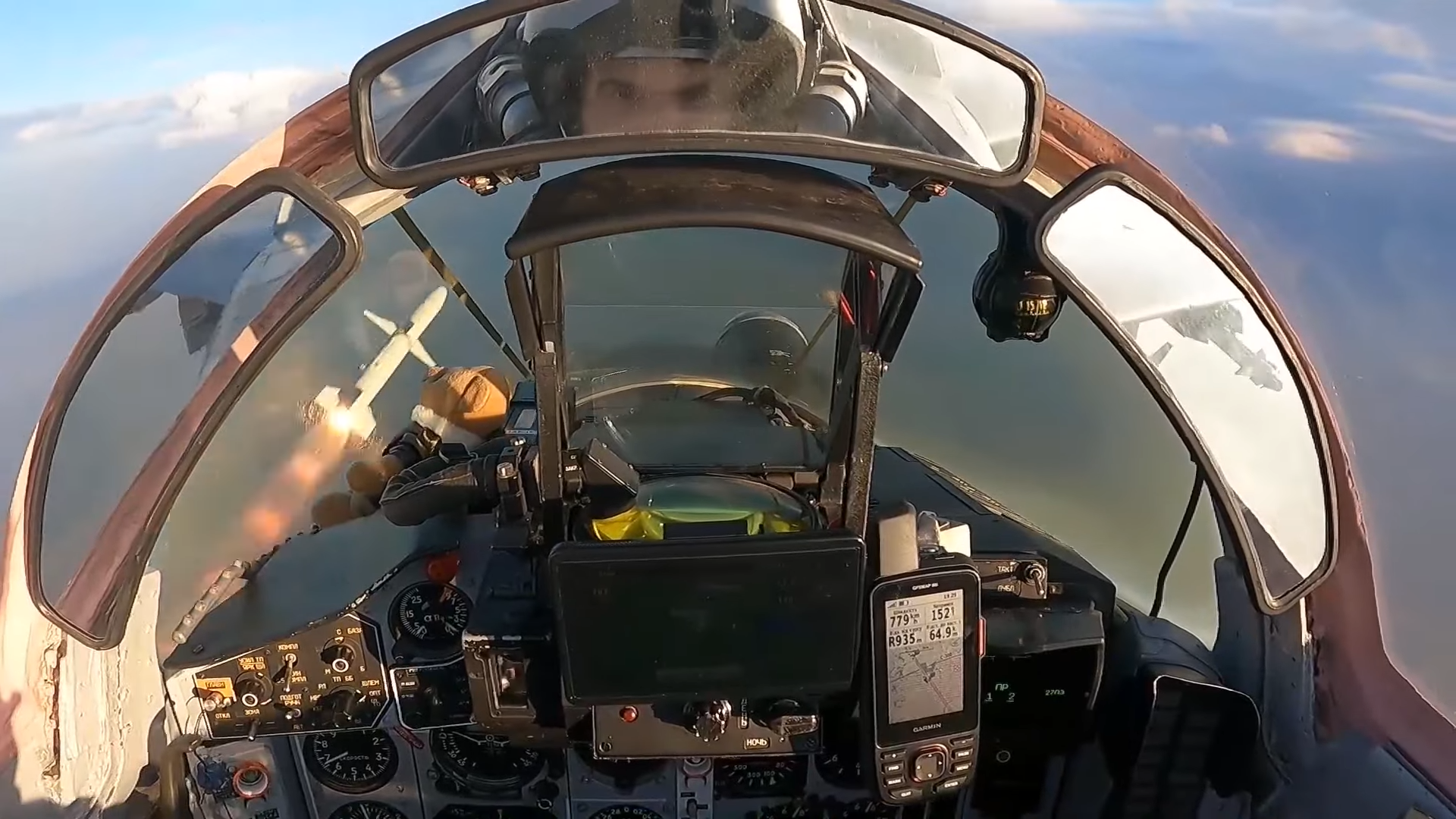
Un MiG-29 ucraniano lanzando un misil HARM en agosto de 2022

El misil HARM fue aprobado para su producción total en marzo de 1983, obtuvo la capacidad operativa inicial (IOC) en el A-7E Corsair II a fines de 1983 y luego se desplegó a fines de 1985 con VA-46 a bordo del portaaviones USS America. En 1986, el VAQ-131 realizó el primer disparo exitoso del HARM desde un EA-6B. Pronto se usó en combate: en marzo de 1986 contra un sitio libio S-200 en el Golfo de Sidra, y luego durante la Operación El dorado Canyon en abril. HARM fue utilizado ampliamente por la Armada, el Cuerpo de Marines y la Fuerza Aérea en la Operación Tormenta del Desierto durante la Guerra del Golfo Pérsico de 1991.
Durante la guerra del Golfo el HARM estuvo involucrado en un incidente de fuego amigo cuando el piloto de un F-4G Wild Weasel, escoltando un B-52 confundió el radar de cola del arma defensiva con un emplazamiento AAA iraquí, (esto fue después de que el artillero de cola del B-52 hubiera dirigido el radar contra el F-4G, confundiéndolo con un MiG iraquí). El piloto lanzó el misil y vio que el objetivo era el B-52, que fue impactado. Sobrevivió con daños de metralla en la cola y no hubo víctimas. El B-52 fue posteriormente renombrado en el camino del HARM (In HARM's Way).
"Magnum" se habla por la radio para anunciar el lanzamiento de un AGM-88. Durante la Guerra del Golfo, si un avión estaba iluminado por un radar enemigo, una llamada falsa "Magnum" en la radio a menudo era suficiente para convencer a los operadores de que se apagaran. Esta técnica también se emplearía en Serbia durante las operaciones aéreas en 1999.
En 2013, el presidente Obama ofreció el AGM-88 a Israel por primera vez.
Durante la Invasión rusa de Ucrania (2022-presente) la fuerza aérea ucraniana ha mostrado vídeos haciendo uso del AGM-88 montado en los Su-27 y Mig-29 ucranianos para destruir instalaciones de radar.

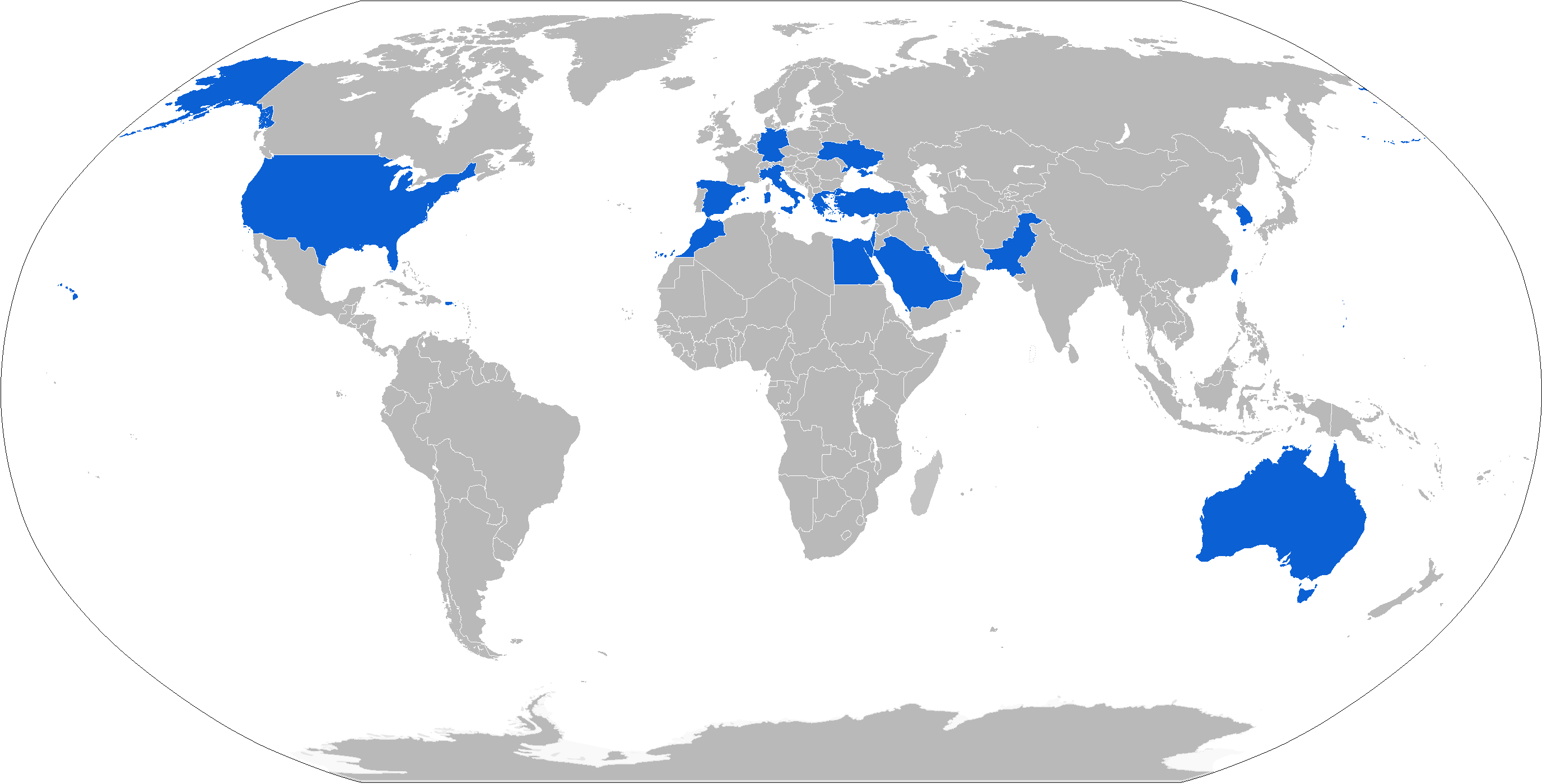
Mapa con operadores AGM-88 en azul.

### Misiles similares
- ALARM
- MAR-1
- Kh-28
- Kh-58
- Kh-31

### Listas relacionadas
- Anexo:Aeronaves y armamento del Ejército del Aire de España